# Anergates atratulus
Anergates atratulus é uma espécie de inseto do gênero Anergates, pertencente à família Formicidae.

## Descrição
A. atratulus é uma rara formiga parasita e sem obreiras da região paleártica, que foi introduzida junto com os seus hospedeiros (formigas do género Tetramorium) na América do Norte. Este inquilino extremo é representado apenas por machos assemelhados a pupas e por fêmeas, cuja morfologia e anatomia indica um nível altamente especializado de parasitismo. O corpo dos machos é despigmentado, a cúticula é estreita, o pecíolo está largamente ligado ao pós-pecíolo, e as mandíbulas, palpos e antenas são degeneradas. Nas fêmeas a venação das asas é reduzida e a região occipital está estreitada. As fêmeas maduras são tipicamente fisogástricas e vivem em formigueiros hospedeiros sem rainhas.

A. atratulus macho

Como, ao contrário do que acontece com outros parasitas sociais obrigatórios, ao que se sabe a A. atratulus nunca coexiste com uma rainha fértil na colónia hospedeira, qualquer colónia A. atratulus–Tetramorium sp. está condenada a sobreviver apenas o tempo de vida das obreiras Tetramorium sp. mais jovens. Assim, a rainha parasita tem um período muito limitado para produzir descendentes alados para assegurar a nova geração, já que o período de tempo até à morte das obreiras (das quais dependem tanto a rainha A. atratulus como as suas larvas) é frequentemente de apenas 2 ou 3 anos ou até menos.
Note-se que enquanto outras espécies de formigas (p.ex., a Leptothorax goesswaldi) que parasitam formigueiros sem rainhas matam a rainha da espécie hospedeira, a A. atratulus apenas invade colónias que já não tenham uma rainha viva.

## Hospedeiros
Embora a A. atratalus seja sobretudo registada em formigueiros das espécies Tetramorium caespitum e T. impurum (espécies pertencentes ao complexo Tetramorium caespitum/impurum), foi também observada, a uma altitude invulgarmente baixa (300 m), num formigueiro de T. diomedeum, que pertence ao complexo Tetramorium ferox. A futura clarificação da complicada composição taxonómica do complexo Tetramorium caespitum/impurum irá provavelmente alargar o conhcimento sobre o número de espécies parasitadas pela A. atratalus.
O único relato da T. chefketi como hospedeiro da A. atratalus foi dado por Schulz & Sanetra (2002) como uma emenda ao material publicado por Heinze (1987) sobre Tavşanlı (Turquia, distrito de Kütahya). A Tetramorium moravicum foi também mencionada por Sanetra & Buschinger (2000) como possível hospedeira da A. atratalus, mas sem nenhuns dados ou referências adicionais.

## Distribuição
A sua distribuição é local na Eurosibéria e nas zonas orientais da América do Norte, largamente seguindo a dos seus hospedeiros. Esta presente, em zonas localizadas, no sul da Grã Bretanha, tendo a sua primeira observação confirmada no Reino Unido sido por Horace Donisthorpe e W. C. Crawley a 23 de julho de 1913 na New Forest.